# Societat Arqueològica Lul·liana
Societat Arqueològica Lul·liana és una entitat fundada el desembre de 1880 a Palma per Bartomeu Ferrà i Perelló amb el patrocini del bisbe Mateu Jaume, i que tenia com a objectius honrar la memòria de Ramon Llull i recollir objectes artístics i religiosos retirats del culte, per tal d'evitar llur destrucció. Amb aquests materials formaren el Museu Arqueològic Lul·lià que tenia la seu al Col·legi de la Sapiència. Des del 1885 edita el Bolletí de la Societat Arqueològica Lul·liana, referència important per a conèixer la història de Mallorca. Ha estat digitalitzada des de 2007.
El 1916 totes les col·leccions passaren al Museu Diocesà de Palma, però unes diferències amb la cúria provocaren una divisió entre els objectes de propietat eclesiàstica i els propis de la Societat, que el 1927 els oferí en dipòsit a la Direcció General de Belles Arts, oferiment que no fou acceptat fins al 1961, quan es va fundar el Museu de Mallorca. A través de donatius i llegats ha arribat a reunir una nombrosa biblioteca, on destaquen el fons lul·lià i la Biblioteca Aguiló, i una de les hemeroteques més rellevants de Mallorca. La seva presidenta actual és Maria Barceló Crespí.
Ha donat suport a diverses iniciatives de caràcter cultural, com la publicació del Diccionari català-valencià-balear (1926-62), el IV Congrés d'Història de la Corona d'Aragó (1955), sol·licità infructuosament que la Diputació Provincial de Balears adquirís els Caps de Toro de Costitx (1895), protestà contra l'enderrocament de la Porta de Santa Margalida de les muralles de Palma, intervengué en la compra per part de la Conselleria de Cultura d'un tresoret almohade (1990) i denuncià la destrucció d'un jaciment arqueològic a can Partit (Eivissa). El 2001 va rebre la Medalla d'Or de la Comunitat Autònoma de les Illes Balears.